# Adieu mères
Pour plus de détails, voir Fiche technique et Distribution.
Adieu mères (وداعا أمهات, Wadaan oummahat) est un film marocain réalisé par Mohamed Ismaïl, sorti en 2008.

## Synopsis
1960. L’histoire relate les liens solides de deux familles, l’une juive, l’autre musulmane que le destin a cruellement séparées, laissant une noble mission à l’une d’entre elles. Les liens amoureux mouvementés de deux jeunes de confession différente se voient brisés par des parents trop traditionalistes, un homme prêt à liquider ses affaires pour rejoindre les siens, un rabbin qui refuse d’être déraciné, enfin une nostalgie déchirante et époustouflante de familles embarquées dans une aventure aléatoire. Le tout est empreint et dominé par l’incertitude du lendemain, seule la bravoure des cœurs généreux saura atténuer cette psychose. 

## Fiche technique
- Titre : Adieu mères
- Genre : mélodrame
- Réalisation : Mohamed Ismaïl
- Scénario : Mohamed Ismaïl et Reine Danan
- Support : 35 mm
- Format : Scope
- Durée : 115 min.
- Version : arabe - français
- Sous-titrage : français - anglais
- Pellicule : Kodak
- Son : dts stéréo SR Laboratoire
- Postproduction : CCM Rabat Mixage
- Travaux du son : Auditorium du CCM Rabat
- Lieu de tournage : Tétouan et Casablanca
- Production : Maya Films
- Directrice de Production : Maria Sqalli

## Distribution
- Henry : Marc Samuel
- Brahim : Rachid El Ouali
- Ruth : Souad Amidou
- Fatima : Hafida Kassoui
- Benchetrit : Christian Drillaud
- Eliane : Rachel Huet
- Chochana : Nezha Regragui
- Ouaknine : Ahmed Alaoui
- Mme Attar : Amina Rachid
- Mama Hanna : Fatima Regragui
- Benchekroun : Salah Dizane
- Mehdi : Tarik Mounim
- Rebbi Braham : Omar Chenboud